# Oraczew Mały
Oraczew Mały [pronunciación en polaco: /ɔˈrat͡ʂɛf ˈmawɨ/] es un pueblo ubicado en el distrito administrativo de Gmina Wróblew, dentro del condado de Sieradz, voivodato de Łódź, en el centro de Polonia. Se encuentra aproximadamente a 6 kilómetros al suroeste de Wróblew, a 12 kilómetros al oeste de Sieradz, y a 66 kilómetros al oeste de la capital regional, Łódź. 